# Neurellipes lamprocles
Neurellipes lamprocles is een vlinder uit de familie van de Lycaenidae. De wetenschappelijke naam van de soort is voor het eerst gepubliceerd in 1878 door William Chapman Hewitson.
De soort komt voor in Nigeria, Kameroen, Equatoriaal Guinea, Gabon, Congo-Brazzaville, Centraal Afrikaanse Republiek en Congo-Kinshasa.